# 亚硒酸锰
亚硒酸锰是一种无机化合物，化学式为MnSeO3，存在无水物和二水合物，它们都是单斜晶系的晶体；一水合物则为正交晶系的浅粉色晶体。亚硒酸锰可由锰(II)盐和亚硒酸钾在pH 6时反应得到。钡或银的高锰酸盐和二氧化硒反应，也会有亚硒酸锰生成。